# Mutisme sélectif
 Mise en garde médicale
Le concept de mutisme sélectif (autrefois nommé « mutisme électif » et parfois dénommé « mutisme extrafamilial », notamment par les tenants de la psychologie transculturelle) est une incapacité de parler (aphonie), qui ne survient que dans certaines situations, souvent en situation de stress. Par exemple un enfant peut parler normalement une ou plusieurs langues dans des environnements familiers ou sécurisants (comme à la maison), mais être incapable de le faire dans d'autres contextes sociaux ou publics (comme à l'école ou devant un public inconnu), ce qui peut avoir des conséquences psychologiques, scolaires et sociales importantes, conséquences qui justifient un dépistage et une prise en charge précoce.
Ce trouble est réputé le plus souvent lié à l'anxiété sociale et parfois assimilé à un équivalent de la phobie sociale, mais survenant chez l'enfant,. Il est défini comme faisant partie du spectre des troubles anxieux par le manuel diagnostique et statistique des troubles mentaux (DSM-5),, mais peut être lié à d'autres problèmes psychologiques. Le mutisme sélectif coexiste habituellement avec la timidité, la phobie sociale et/ou avec l'autisme. Des causes neurologiques et/ou traumatiques semblent possibles, mais encore mal cernées.
Selon la littérature scientifique, ce trouble est rare chez l'adulte, mais des études plus récentes le disent relativement fréquent chez les jeunes enfants (0,71 % des enfants scolarisés selon Bergman, Piacentini et McCracken en 2002) ; il touche surtout des enfants et plutôt les filles, et il disparait généralement à l'adolescence, en laissant néanmoins alors souvent place à un trouble anxieux. Bergman et al. en 2002 estiment qu'à l'école, bien qu'il y ait une amélioration au fil du temps, les enfants atteints de MS restent significativement plus symptomatiques que leurs pairs, et ils concluent qu'intervenir est préférable à attendre d'une rémission spontanée.
Les adultes concernés sont souvent dans le spectre autistique ou des personnes habituées à n'avoir pas de place pour la prise de parole sociale. Ce symptôme chez les personnes autistes est parfois aussi appelée « non-verbalisme », et on parle aussi de période non-verbale.

## Définition
La définition du mutisme sélectif n'est pas totalement fixée, notamment car encore peu connu et semblant présenter plusieurs formes et étiologies.
De nombreux professionnels de la santé mentale estiment qu'il s'agit de« troubles habituellement diagnostiqués pendant la première enfance, la deuxième enfance ou l'adolescence se traduisant par le refus persistant de parler dans un ou plusieurs contextes sociaux, l'école incluse, l'incapacité constante à parler dans des situations sociales dans lesquelles il y a une attente d'échanges verbaux oraux (comme à l'école), en dépit d'une parole “normale” dans d'autres situations». Certains considèrent qu'il s'agit d'un trouble émotionnel (au même titre que l'anxiété de séparation et la phobie sociale), mais des données « indiquent que les parents, les enseignants et les cliniciens ne signalent pas nécessairement une plus grande anxiété sociale chez les enfants atteints de SM que chez les enfants souffrant d’anxiété sociale (Manassis et coll., 2003), et que les enfants atteints de SM ne déclarent pas une anxiété sociale plus grande que les enfants atteints de phobie sociale seule (Yeganeh et coll., 2003), la forte comorbidité entre le SM et l’anxiété sociale continue à façonner la pratique clinique dans une large mesure (Viana et al., 2009) ».
D'autres insistent sur le fait qu'il ne s'agit pas d'un refus de parler, mais d'un « échec persistant de parler dans des situations sociales spécifiques malgré la capacité de parler dans d'autres situations ».
« Refus de parole situationnel lié à un problème psychologique, toute lésion organique étant absente ».

## Contexte historique
Historiquement, le mutisme sélectif (MS) a longtemps été considéré comme une bizarrerie plutôt qu'un symptôme ou une entité diagnostique distincte. Il a été décrit dans de nombreux pays depuis plus de 150 ans, et d'abord en 1877 par Adolphe Kussmaul [médecin allemand] qui décrit un trouble propre à certains enfants qui ne parlent pas dans certaines situations, volontairement selon lui, alors qu'ils s'expriment dans d'autres circonstances. Il parle d'un mutisme délibéré, « aphasia voluntaria ».
Les premières conceptualisations cliniques de cette forme de mutisme se sont basées « en grande partie sur des études de cas qui avaient tendance à lier le MS au comportement oppositionnel ».
En 1927, Sophie Morgenstern [psychiatre et psychanalyste polonaise] adopte le terme « mutisme psychogène » et elle estime que le fait de ne parler que dans certaines situations est le signe d'une volonté de provocation de la part de l'enfant.
En 1934, Moritz Tramer [psychiatre suisse] désigne les enfants qui ne parlent pas en dehors du cercle familial et ayant de probables troubles de la personnalité comme souffrant de « mutisme électif ».
En 1980, ce terme est reconnu par le Diagnostic and Statical Manual of Mental Disorders, avec comme définition : « refus de parler dans la plupart des situations ».

À partir des années 1990, de nombreux spécialistes étudient ce trouble et publient des articles et ouvrages sur le sujet. En 1994, le terme « électif » est remplacé par « sélectif », plus précis. Depuis la fin du XXe siècle, des études contrôlées et plus longues améliorent la compréhension du MS et de ses différentes formes, estimant généralement qu'il est le plus souvent, chez l'enfant notamment, lié à l'anxiété et/ou (en contexte psychiatrique) à une phobie ou à un « trouble évitant de l'enfance ou de l'adolescence » (il a aussi été constaté une prévalence accrue de « trouble de la personnalité évitante ») chez les parents d'enfants sélectivement mutiques ; mais divers auteurs montrent qu'il ne doit pas cependant être confondu avec l'état de phobie sociale, est plus que de l'anxiété,. Les études sur ce sujet chez l'enfant sont souvent basées sur les témoignages et rapports des parents ou plus rarement sur un protocole d'enquête non verbal proposé à l'enfant. Plusieurs études ont conclu que les enfants atteints de mutisme sélectif ne présentent pas plus d'anxiété sociale que les autres enfants ayant eu un diagnostic de phobie sociale, et que ces enfants ont un niveau comparable de capacité scolaire. Mais l'une de ces études (Manassis, 2003) laisse penser que le groupe touché par le mutisme sélectif pourrait statistiquement présenter certains troubles subtils du langage (par rapport au groupe touché par la phobie sociale).

Des résultats suggèrent que pour un sous-ensemble d'enfants, un « comportement oppositionnel » peut faire partie de la présentation clinique du mutisme sélectif.
Chez certaines personnes autistes, une forme de mutisme sélectif semble pouvoir survenir subitement, parfois hors des temps ou contexte de crises autistiques (meltdowns, ou shutdowns).

## Description
Les enfants et adultes souffrant de mutisme sélectif sont pleinement capables de parler mais ne sont pas capables de parler lors de situations particulières, lors de situations dans lesquelles la parole leur est demandée. Le comportement peut être perçu par les autres comme de la timidité ou de l'impolitesse.
Lorsqu'un enfant se retrouve dans son cocon familial, entouré des membres de sa famille (son papa, sa maman, ses frères et sœurs), il se sent à l'aise  pour s'exprimer librement. En revanche, lorsqu'il se retrouve dans un environnement social comme une salle de classe, il ne se sent pas en confiance et n'arrive donc plus à parler. En effet, un enfant souffrant du mutisme sélectif peut être totalement silencieux à l'école pendant des années tout en parlant librement ou même excessivement chez lui.
Il existe divers degrés de ce trouble : certains enfants participent pleinement à des activités et semblent sociables mais ne parlent pas, d'autres ne vont parler qu'à des enfants du même âge mais pas aux adultes, d'autres vont parler à des adultes lorsqu'il leur est posé une question ne demandant qu'une réponse courte mais jamais à des enfants du même âge, et d'autres encore ne parleront à personne et prendront part, le cas échéant, au peu des activités qui leur sont proposées. Dans une forme grave, connue en tant que « mutisme progressif », le trouble progresse jusqu'à ce que la personne atteinte ne parle plus à personne quelle que soit la situation, même à des membres proches de la famille.
Par définition, le mutisme sélectif est caractérisé par :
- une impossibilité constante (ou une très grande difficulté) de prendre la parole dans des situations sociales particulières (dans lesquelles il y a une attente de parole, comme à l'école) bien que la personne souffrante parle dans d'autres situations ;
- le trouble interfère avec la réussite scolaire ou professionnelle, ou avec la communication sociale ;
- la durée du trouble est de plus d'un mois (il n'est pas restreint au premier mois d'école) ;
- l'impossibilité de parler n'est pas due à un manque de connaissance dans la langue ou de confort avec la langue parlée dans la situation sociale ;
- le trouble n'est pas mieux expliqué par un trouble de la communication (bégaiement, etc.) et ne se déclare pas uniquement dans le cadre d'un trouble envahissant du développement (autisme, etc.), de la schizophrénie ou d'une autre psychose.

Particulièrement chez les jeunes enfants, le mutisme sélectif peut parfois être confondu avec un trouble du spectre autistique, surtout si l'enfant agit particulièrement en retrait autour de son diagnostiqueur, ce qui peut conduire à un diagnostic et à un traitement incorrects. 
Mais certaines personnes autistes sont aussi sélectivement mutiques, affichant alors souvent d'autres comportements - autostimulation, comportements répétitifs, isolement social même parmi les membres de la famille (ne répondant pas toujours au nom, par exemple) - qui les distinguent d'un enfant atteint de mutisme sélectif. Certaines personnes autistes peuvent être sélectivement muettes en raison de l'anxiété dans des situations sociales inconnues ou parfois sans causes apparentes. Si le mutisme est entièrement dû à un trouble du spectre autistique, il ne peut pas être diagnostiqué comme un mutisme sélectif comme indiqué dans le dernier élément de la liste ci-dessus.

## Autres symptômes nécessitant un approfondissement de diagnostic
- Timidité, anxiété sociale, peur de l'embarras social, et/ou de l'isolement social et du rejet ;
- difficulté à maintenir le contact visuel ;
- expression vide et une réticence au sourire ;
- mouvements raides et maladroits ;
- difficulté à exprimer ses sentiments, même à des membres de la famille ;
- tendance à se faire plus de soucis que la plupart des gens du même âge ;
- désir de routine et aversion pour le changement ;
- hypersensibilité au bruit et à la foule ;
- humeur changeante ;
- problèmes de sommeil.

D'un côté positif, beaucoup de souffrants ont,[source insuffisante] :
- une intelligence, une perception ou une curiosité au-dessus de la moyenne ;
- de la créativité et un amour pour l'art ou la musique ;
- de l'empathie et de la sensibilité pour les pensées et les sentiments des autres ;
- un fort discernement moral.

On ne parle de « trouble » que si le mutisme dégrade les interactions sociales. On ne parle de mutisme sélectif que si l'absence de langage ne résulte pas d'autres troubles psychiatriques, un critère problématique, « car les troubles graves du 
développement et les troubles de la communication peuvent parfois mimer un MS ou survenir conjointement avec lui, ce qui rend difficile de poser le diagnostic primaire ».

## Classifications

### Le mutisme sélectif, primaire et secondaire
Le mutisme sélectif primaire peut être défini comme un « Trouble précoce et souvent insidieux, où l'enfant, tout en sachant parler, n'a jamais parlé à tous les membres de son entourage. Il empêche la communication avec autrui ainsi que sa socialisation ». Il est souvent le fruit de l'anxiété provoquée par la séparation mère-enfant.
Le mutisme sélectif secondaire peut être défini comme un « trouble faisant son apparition plus tardivement chez des enfants qui ont pu parler normalement en toute situation pendant un certain temps. » Il souvent plutôt perçu comme un trouble réactionnel, mais selon Robin Yeganeh & al. (2023), il ne doit pas être confondu avec la phobie sociale.

### Le mutisme sélectif intrafamilial et extrafamilial
Le mutisme sélectif intrafamilial est très rare car cela signifie que l'enfant ne s'exprime pas au sein de son entourage proche, surtout avec les adultes.
Le mutisme sélectif extrafamilial est le plus commun et se manifeste en dehors de la sphère familiale, souvent à l'école ou en présence d'étrangers. L'enfant ne s'exprime plus aux personnes extérieures de son entourage proche.

### Le mutisme transitoire et chronique
Le mutisme sélectif transitoire se résout en un an maximum alors que le mutisme sélectif chronique dure plus longtemps avec des symptômes à long terme. Il est plus difficile à diagnostiquer adéquatement,.

### Le mutisme symbiotique
Tout comme le mutisme sélectif primaire, selon T Hayden (1980), il concerne les enfants qui ont une relation très fusionnelle avec un membre de leur entourage. Ces enfants utiliseraient le mutisme à des fins de manipulation.

### Le mutisme avec phobie de la parole
Moins répandu, ce type mutisme est déterminé lorsque l'enfant a peur d'entendre sa propre voix et s'exprime par des comportements ritualisés pour ne pas avoir à parler. Ces enfants veulent retrouver la parole rapidement et participent activement aux différentes thérapies.

### Le mutisme traumatique
Ce mutisme arrive à la suite d'évènements traumatiques passés, en général durant l'enfance ou peu avant la survenue du premier épisode d'impossibilité de parler. Les enfants se mettent alors en retrait et tombent souvent en dépression modérée à sévères. Il est plus compliqué de travailler avec ces enfants sur leur trouble.

### Le mutisme passif-agressif
Ce type de mutisme s'exprime lorsque l'enfant montre son hostilité envers le monde qui l'entoure avec des comportements violents et antisociaux tout en refusant de parler. Ces enfants sont souvent élevés dans un environnement anxiogène et ce comportement serait un moyen d'évitement et/ou de contrôle du monde qui les entoure.

## Étiologie
Selon Rozenek et al. (2020), « à la lumière des études les plus récentes sur l’étiologie du MS, le seul symptôme du mutisme semble représenter un groupe hétérogène sous-jacent de troubles. Sur la base de la psychopathologie du développement, les interrelations entre les anomalies qui se chevauchent favorisent la manifestation du MS à un moment crucial de la vie d’un individu. Cette complexité étiologique suggère fortement une approche multimodale dans le processus de diagnostic et de traitement, qui a été postulée par de nombreux auteurs ». Plusieurs approches et théories sous-jacentes co-existent et pourraient être complémentaires : 

### l'hypothèse d'un trouble neuro-développemental
Le fait que le MS soit souvent associé à un trouble ou à un retard du langage, et parfois à d'autres marqueurs d'un trouble ou retard neurodéveloppemental (problèmes de coordination motrice, réduction de l’optimalité prénatale et périnatale, anomalies physiques mineures) suggère que des facteurs neurobiologiques puissent être en cause. En conséquence, l’évaluation clinique des enfants concenrés par le MS devrait comprendre un historique approfondi du développement moteur et une évaluation des capacités motrices actuelles. Selon Kristensen (2002), « l'interaction de la timidité/anxiété sociale avec des problèmes de fonction motrice doit être abordée afin de réduire les malentendus sur le comportement de l’enfant et d’ajuster les exigences en matière d’habiletés psychomotrices au niveau réel de l’enfant. »

### La théorie psychodynamique
D'un point de vue psychanalytique, un mutisme pourrait arriver lorsque les enfants n'ont pas dépassé le stade oral et/ou anal des stades du développement (qui se terminent vers deux ans et demi). Il pourrait cacher un secret maintenu dans la famille, que l'enfant aurait peur de divulguer [par exemple, la mort d'un frère ou d'une sœur]. Il peut aussi faire suite à un stress post-traumatique, par exemple chez un enfant ayant souffert d'abus et de traumatismes durant ses trois premières années de vie,.

### La théorie béhavioriste
Un enfant non stimulé, ou ne recevant pas de retours positifs quand il s'exprime, pourrait inconsciemment développer un rejet de parler, pour se défendre. Ce mutisme relèverait plutôt d'une anxiété et ne serait pas une tentative de manipulation de son entourage,.

### La théorie de la phobie et l'anxiété sociale
La phobie sociale « se caractérise par une peur de critiques négatives et une peur de faire ou de dire quelque chose qui va entraîner gêne ou humiliation ». Elle apparaît le plus souvent entre 11 et 13 ans donc, les enfants de 3 à 6 ans ne sont pas encore assez développés pour en souffrir. On considère plutôt cela comme de l'anxiété sociale. Lorsque les enfants sont dans des situations anxiogènes, ils transforment leur comportement pour être les plus transparents possible. Le refus de parler fait partie du contrôle de ces situations,.

### La théorie de la psychopathologie développementale
Le mutisme sélectif proviendrait de variables contextuelles s'ajoutant à un trouble anxieux déjà présent chez l'enfant. Ce serait l'attitude des autres enfants, ou une mauvaise communication intrafamiliale, qui pourraient donner à l'enfant mutique l'impression qu'il est moins bien que les autres. Il entreprendrait alors une stratégie d'évitement en décidant de se taire,.

### La théorie systémique familiale
Des auteurs ont estimé qu'un contrôle excessif d'un parent [souvent la mère] sur l'enfant pouvait provoquer une véritable dépendance. Ce type de contrôle serait plus fréquent de la part d'un parent qui n'est pas heureux dans sa vie conjugale et qui reporterait toute son attention sur l'enfant. L'enfant, qui se retrouverait à ne rien pouvoir faire sans avoir l'aval de ses parents, développerait une peur et une méfiance des autres personnes, hors de sa famille et pourrait alors déclarer un mutisme sélectif,.

### La théorie génétique/épigénétique
Dans la littérature scientifique, l'analyse de l'histoire familiale, trouve souvent qu'un parent, des frères et/ou sœurs, ou autre membre de la famille de l'enfant est généralement aussi atteint de « mutisme sélectif » (par exemple dans 37% des cas étudiés par Black et Uhde en 1995) ou d'autres troubles (« phobie sociale généralisée » et/ou d'anxiété sociale par ex. retrouvés dans 70% des cas dans la même étude). Cette prévalence familiale laisse penser qu'il peut exister des facteurs génétiques, au moins dans certains cas, d'autant que ces auteurs ajoutent n'avoir trouvé « aucune preuve d'une relation causale entre les expériences traumatisantes psychologiques ou physiques et le développement du mutisme sélectif ».
Certains facteurs biologiques d'anxiété et de vulnérabilité pourraient être transmis à la conception,,.
Le gène CNTNAP2 (Contactin-associated protein-like 2) pourrait avoir un polymorphisme impliqué dans cette pathologie.

### L'hypothèse du lien avec une anomalie du système auditif
Des anomalies de la fonction efférente auditive sont retrouvées chez la plupart des enfants atteints de SM. L'activation de cette anomalie lors de la vocalisation semble impliquée dans le maintien du MS.
la base neuronale sous-jacente potentielle de ce trouble n'est explorée que depuis peu et elle a mis en avant le rôle possible de mécanismes neuronaux auditifs spécifiques dans la psychopathologie du MS. Cette explication pourrait avoir des implications en termes de traitement,.

## Épidémiologie

### Âge d'apparition
Comme dit précédemment, le mutisme sélectif apparaît généralement durant la petite enfance avant l'âge de cinq ans. Certains auteurs estiment que le trouble apparait entre 2,5 et 6 ans, durant la période d'acquisition du langage, mais il se remarque souvent qu'entre 5 et 8 par l'enseignant ou par des professionnels quand l'enfant entre à l'école. La prévalence du mutisme sélectif chez les enfants est de 0,8 % à 2 %.

### Ratio par sexe
Chez les enfants, le mutisme sélectif touche surtout des filles (1,5 à 2 fois plus touchées que les garçons),.

### Vulnérabilités
Certaines personnes autistes; et les enfants de migrants ou en migration y semblent plus vulnérables : 
- une étude de 1975, basée sur 6 072 enfants migrants (âgés de plus de cinq ans) au Royaume-Unis, concluait que 41 % des enfants qui présentaient un mutisme sélectif en début de scolarité étaient issus de familles immigrées[41].
- Puis S. Bradley et L. Sloman[42] observent, dans les écoles de Toronto (Canada), que chez 6 865 enfants, le mutisme sélectif est plus fréquent dans les familles migrantes[réf. souhaitée]. Ce mutisme pourrait, chez ces enfants, être lié à des inhibitions ou conflits entre langues, au « refus de servir d’interprète par défaut pour l’institution et pour les parents », à une période difficile pour la famille, etc.
- En 1984, S.V Meyers remarque que le trouble survient avec une plus grande incidence chez les enfants issus de familles immigrées au moment où l’enfant se sépare de son milieu familial pour aller à l’école. Plusieurs auteurs décrivent le mutisme comme un trouble spécifique propre au phénomène de migration, qu’elle soit intérieure ou extérieure. Par exemple, M. Zapella (1976) observe en Italie que beaucoup d’enfants concernés par le mutisme ont subi une migration du sud vers le nord du pays ou bien sont issus de familles très isolées entre la ville et la campagne. Ses conclusions rejoignent celles de M.-C. Ribeaud qui voit dans le mutisme sélectif des enfants du quart-monde une façon d’être face à un environnement étranger.

Ce mutisme sélectif peut dégrader la scolarité des enfants, justement au moment de l'apprentissage de la langue, parfois d'une seconde langue, et de l'écriture, et dans des familles manquant souvent de soutien et de prise en charge.

## Conséquences sur la qualité de vie et l'éducation
« L’apparition du mutisme dans la petite enfance peut nuire au développement ultérieur et aux résultats scolaires. Il est essentiel que les pédopsychiatres, ainsi que d’autres médecins, orthophonistes, infirmières et enseignants connaissent ce trouble, car le début précoce du traitement est associé à un meilleur pronostic ».
Le mutisme sélectif peut, au moins dans certains cas, ne pas être accompagné d'anxiété (chez les autistes par exemple), mais dans tous les cas, pour la personne touchée, ainsi que pour sa famille et ses proches, il peut être handicapant et nuire aux interactions sociales, en particulier chez l'enfant, l'adolescent ou l'étudiant quand ils se trouvent subitement privé de capacités d'élocution (certains de ces enfants sont aussi concernés par une énurésie nocturne, avec par exemple 17% d'un groupe de 30 enfants [âge moyen : 11 ans, pour une plage de 8 à 14 ans], périodiquement mutiques, suivis durant 5 ans). Chez l'enfant (autiste notamment), ce trouble complique encore l'acquisition des compétences sociales et l'apprentissage « s'il n'offre pas un soutien et un traitement appropriés ».

## Méthodes d'intervention
Au début des années 2000, Per Hove (2003) estime que les résultats thérapeutiques les plus prometteurs ont jusqu'à présent été obtenus grâce à une combinaison de thérapie cognitivo-comportementale et de coopération de soutien entre les parents, l'école et le pédopsychiatre traitant, parfois complétée, dans les cas sévères, par des traitements pharmacologiques de type inhibiteur sélectif de la recapture de la sérotonine (fluoxetine par exemple, parfois sans efficacité). Dans la communauté des personnes concernées par le spectre autistiques, le soutien entre pairs est également actif, avec notamment des vidéos présentées par des personnes concernées, qui partagent les solutions qu'elles ont testé ou spontanément trouvé pour leur propre cas.
Parmi les conseils à suivre face à un enfant atteint de mutisme, il est recommandé de ne pas le stresser, d'éviter de le regarder dans les yeux, d'avoir une attitude bienveillante envers lui et de le rassurer si c'est la première fois que ca lui arrive, de respecter son silence ou encore de privilégier le jeu. Ces conseils peuvent être appliqués par tout l'entourage (enseignants, parents, tiers-aidants, camarades, etc.).
Diverses approches thérapeutiques peuvent être proposées par des pédopsychiatres, psychologues, logopèdes ou  orthophonistes, adaptées au contexte et à l'âge de la personne concernée :

### La thérapie par le jeu
Les enfants aiment répéter leur vécu par le jeu en l'assimilant et en lui donnant du sens ; le jeu leur permet d'extérioriser ce qu'ils ressentent, ainsi que leurs rêves et certains fantasmes.

### L'art-thérapie
Par l'utilisation de l'art, l'enfant peut exprimer ses sentiments, ses émotions et ses conflits. Grâce au décryptage de ses œuvres, il est possible de trouver les sources du problème sans que l'enfant ait à parler. Le thérapeute peut poser des questions sur ce que l'enfant fait et au fur et à mesure, ce dernier se sentira de plus en plus en confiance. De plus, le spécialiste peut aussi décoder les messages par l'analyse des dessins [les formes utilisées, les couleurs, l'utilisation des espaces…].

### Les thérapies béhavioristes
Ces thérapies servent à décoder les effets que les symptômes du mutisme sélectif provoquent chez les enfants. Elles sont approuvées par de nombreux spécialistes et chercheurs.
La thérapie cognitivo-comportementale basée sur l'exposition, et la thérapie d'interaction parent-enfant adaptée au MS se montrent généralement efficaces, mais peu accessibles pour de nombreux enfants éloignés des centres spécialisés.
Aussi plusieurs types de « traitements intensifs à distance » ou (IGBT, acronyme anglais de Remote Intensive Group Behavioral Treatment) ont été testés avec des outils de vidéoconférence et télésanté. Une étude-pilote a visé à former des aidants, présenter la thérapie, et proposé 5 séances quotidiennes consécutives d'IGBT, au sein de la famille ; et une séance de coaching individualisée pour les aidants. Selon Hong et al. (2023), « les aidants ont signalé une satisfaction élevée à l'égard du traitement après l'intervention et un suivi de 4 mois, et de faibles niveaux de fardeau associés à la participation au traitement après l'intervention. Environ la moitié des enfants participants ont été classés comme répondant au traitement par des évaluateurs indépendants lors du suivi post-traitement et du suivi à 4 mois ». Dans une autre étude, « huit semaines après le début de l’année scolaire suivante, 46 % des enfants traités par IGBT n’avaient pas reçu de diagnostic de SM. De plus, les enseignants de l’année scolaire post-IGBT ont évalué moins de déficience scolaire et plus de comportement verbal en classe par rapport aux enseignants de l’année scolaire pré-IGBT ».
Une étude a testé, avec de bons résultats, une nouvelle thérapie combinant les principes de la thérapie d’interaction parent-enfant et des techniques comportementales chez des enfants âgés de 4 à 10 ans (mais les enfants concernés par un mutisme sélectif tout en étant concernés par des troubles du spectre autistique, la déficience intellectuelle, la manie et la psychose ont été exclus de l'expérience).

### La réalité virtuelle
Elle permet de travailler en immersion dans des situations anxiogènes pour l'enfant grâce à un casque de réalité virtuelle et à un programme informatique. Face à ces situations, l'enfant va apprendre à mieux les aborder et à réagir différemment.

### La thérapie familiale
Elle permet de travailler la dynamique familiale bien souvent fragile qui entoure l'enfant atteint de mutisme sélectif. Travailler avec la famille permet bien souvent d'avancer plus rapidement dans le processus de travail avec l'enfant. Les relations dans la famille évoluent en rééquilibrant la dynamique familiale.

## Pronostic
Selon Oerbeck et al. (2018), un trouble encore présent à un âge avancé, sa gravité au départ et l'existence de précédents familiaux de MS sont des prédicteurs négatifs significatifs du résultat des approches thérapeutiques. La thérapie cognitivo-comportementale se montre efficace à long terme dans la plupart des cas, mais il reste nécessaire de développer « des interventions plus efficaces pour le sous-ensemble d’enfants présentant des symptômes persistants ».

### Vidéographie
- TEDx Talks, « Understanding Selective Mutism », 20 octobre 2016 (consulté le 5 février 2025).
- Selective Mutism the Brave Muscle Method, « Is It Selective Mutism Or Autism? Exploring The Differences », 4 février 2023 (consulté le 5 février 2025).